# 3-ヘキサノン
3-ヘキサノン（英語: 3-hexanone）または、エチルプロピルケトン（英語: ethyl propyl ketone）は、化学式が C6H12O の有機化合物である。溶媒や合成中間体として使用されるケトンである。
インターナショナル・フレバー・アンド・フレグランス (IFF) によれば、甘くフルーティーで、ろう質で、グレープフルーツのような風味がある。

## 合成
3-ヘキサノンは、3-ヘキサノールを酸化することで得られる。
または、臭化プロピルマグネシウムとプロピオニトリルとのグリニャール反応でも得られる。 

## 異性体
- エチルイソプロピルケトン (2-メチル-3-ペンタノン)